# Culori în islam
În istoria despre războaiele musulmane, există referiri la steaguri sau drapele de luptă de diferite culori: negru, alb, roșu și negru verzui. Ulterior, dinastiile islamice au adoptat steaguri de diverse culori:
- Dinastia Umayyad a luptat sub steaguri albe
- Dinastia Abbasidă a ales culoarea neagră
- Dinastia Fatimidă a utilizat verdele
- Diferite state din Golful Persic au ales steaguri roșii

Aceste patru culori domină drapele statelor arabe.

## Semnificația culorilor

### Verde
Culoarea verde deține un loc special în Islam și este deseori folosit pentru a-l reprezenta între celelalte religii ale lumii. Verdele poate fi văzut în moschei și în alte locuri importante, dar și pe steagul Arabiei Saudite.
Despre această culoare, se spune că a fost culoarea preferată a profetului Muhammad, care purta o robă și un turban verzi, în același timp simbolizând vegetația și viața (putere în deșertul uscat). Se pare că această culoare, după moartea lui Muhammad, poate fi purtată doar de califi la turbane. Totodată, în Coran (Sura 18:31) este menționat faptul că locuitorii Paradisului vor purta costume din mătase fină, de culoare verde. În alte zone ale lumii musulmane, verdele este asociat unui hadith aparținând lui Muhammad, în care se afirmă că „trei lucruri din lume sunt acceptate: apa, verdeața și o față frumoasă”. Mormintele sfinților sufiști sunt acoperite cu mătase de culoare verde, iar Coranul are coperte verzi.
Indiferent față de originile sale, culoarea verde a fost adânc înrădăcinată în cultura islamică de secole; de exemplu, aceasta lipsește în numeroase blazoane medievale europene, ca în timpul Cruciadelor, să apară la soldații islamici. Mai mult, în palatul Topkapî din Istanbul, există o cameră cu relicve aparținând lui Muhammad. Una dintre acestea, încuiată într-un cufăr, ar fi steagul lui Muhammad pe care l-a purtat în bătălii. Acest steag ar fi verde cu broderie aurie sau, potrivit altor date, ar fi negru.
Pe de altă parte, culoarea verde este importantă în Islam, pentru că este simbolul prin care religia islamică persuadează musulmanii: să conserve puritatea și curățenia naturii; să extindă zonele verzi (potrivit profetului Muhammad: „dacă vine Ziua Judecății de Apoi și ai în mână o plantă pentru a o sădi, sădește-o”).

### Alb și negru
Culorile alb și negru au, de asemenea, o simbolistică în Islam. Albul, cea de-a doua culoare asociată Islamului, simbolizează puritate și pace, iar numeroși musulmani poartă haine albe când participă la rugăciunea de vineri sau în timp ce efectuează ritualuri sacre specifice pelerinajului. Musulmanii decedați sunt de obicei înveliți în alb, deoarece o pânză albă simplă este mai puțin scumpă, și este interzis pentru musulmani să cheltuie sume mari de bani pe înmormântări.
În timpul Califatului Islamic, facțiunile combatante au preluat anumite culori pentru a se autoprezenta. În momentul în care Califatul Abbasid s-a revoltat împotriva celui Umayyad, au purtat haine de culoare neagră și au purtat drapele de război negre, întrucât considerau că Messia va fi un bărbat cu un steag negru.
Femeile șiite iraniene devotate poartă chador de culoare neagră, iar ayatollahii iranieni mantii negre.  Descendenții profetului Muhammad prin fiica acestuia Fatima și ginerele Ali poartă turbane negre.

### Albastru
Culoarea albastră semnifică protecția, prin urmare numeroase moschei sunt frumos decorate cu turcoaz albastru, țigle albastre și vopsea de culoare albastră.

### Roșu
Deși culoarea roșie este de multe ori conexată Islamului, nu are nicio semnificație religioasă. Roșul a apărut pe foarte multe steaguri musulmane de luptă, în consecință a fost transferat pe unele drapele naționale în prezent. Această culoare ar putea fi asociată Islamului, datorită faptului că, în statele musulmane, Crucea Roșie Internațională a utilizat simbolul semilunei roșii pe steaguri încă din anul 1876.

## Asocieri de culori
Tipul de îmbrăcăminte poate fi un indicator al cărui trib, clan sau familie îi aparține purtătorul hainelor. Însă, această caracteristică nu se aplică tuturor cazurilor. Cu toate că într-un sat, trib sau clan se poate regăsi un stil unic de îmbrăcăminte, în următorul oraș s-ar putea întâlni persoane, cu același tip de îmbrăcăminte, fără legături cu aceste clanuri și triburi.
Eșarfele arabe bărbătești pot fi colorate diferit în funcție de tipul guvernării sub care se află și condiției participării la pelerinaj:
- combinația roșu cu alb – origine iordaniană, din stat monarhic, iar purtătorul a efectuat ritualul pelerinajului;
- combinația negru cu alb – model istoric ce indică origine palestiniană;
- combinația negru și gri – reprezintă guvernare prezidențială și efectuarea pelerinajului.

## Alte interpretări ale culorilor
Pentru musulmani, negru mai reprezintă culoarea osândei, dar și a renunțării la deșertăciunea lumii. Negru înseamnă pentru musulmani suma culorilor, simbolul luminii divine.
La “dervișii rotitori”, această culoare are o semnificație esoterică. Îmbrăcarea mantiei negre este dovada acceptării credinței în Islam.
Mewlana Djalal Al Din Rumi asemăna etapele mersului lăuntric spre beatitudine al sufistului cu o scară cromatică. În esoterismul islamic, cele 7 culori ale curcubeului reprezintă imaginea atributelor divine, reflectate în univers.
Scara cromatică merge de la alb (simbolul Cărții, al Legii Coranice), punctul de plecare al dervișului pe calea desăvârșirii și ajunge, trecând prin roșu, la negru.
Rumi consideră că negru este culoarea absolută, misticul fiind obligat să parcurgă acest drum pe calea desăvârșirii, în mod treptat, pentru a atinge stadiul suprem al extazului, moment în care Allah i se va arăta în toată strălucirea sa.
Pentru inițiații mistici, mantia neagră a sectei “dervișilor rotitori” (“Mawlawi”) reprezintă piatra de mormânt. Lepădarea mantiei negre pentru a dezveli mantia albă purtată dedesubtul cele dintâi și începerea rotației în jurul axei sale proprii semnifică renașterea mistică întru Dumnezeire, întru Adevărul Suprem.
Albul est culoarea esențială a înțelepciunii, venită de la obârșii și simbolizând chemarea spre progres a ființei umane.
În Islam, mai există interpretări conform cărora roșul este culoarea ființei încâlcite în negurile lumii, incapabilă să-i depășească obstacolele.

## Legături externe
http://cp.patheos.com/Library/Islam/Ritual-Worship-Devotion-Symbolism/Symbolism?offset=1&max=1 Arhivat în 22 februarie 2014, la Wayback Machine.

http://www.religionfacts.com/islam/symbols.htm